# 鐵佛蒲氏家族墓
鐵佛蒲氏家族墓位於四川省巴中市通江縣，文物遺址年代判定為清。2012年7月16日公佈為第八批四川省文物保護單位。

## 簡介[2]
鐵佛蒲氏家族墓位於四川省巴中市通江縣鐵佛鎮燙鬥山村三組蒲家灣，坐東南向西北，分佈面積212.36平方公尺，從東北至西南並列墓塚2座，均為清代蒲氏家族墓葬。由墓塚、碑亭、供桌、牌坊、石牛、石獅組成。鐵佛蒲氏家族墓雕刻精美，為研究當時的墓葬制度、社會經濟及建築史的發展提供了實物資料。第三次全國文物普查新發現。